# Liste der Baudenkmäler in Helmbrechts
Auf dieser Seite sind die Baudenkmäler in der oberfränkischen Stadt Helmbrechts zusammengestellt. Diese Tabelle ist eine Teilliste der Liste der Baudenkmäler in Bayern. Grundlage ist die Bayerische Denkmalliste, die auf Basis des Bayerischen Denkmalschutzgesetzes vom 1. Oktober 1973 erstmals erstellt wurde und seither durch das Bayerische Landesamt für Denkmalpflege geführt wird. Die folgenden Angaben ersetzen nicht die rechtsverbindliche Auskunft der Denkmalschutzbehörde.

## Ensembles

### Ensemble Luitpoldstraße
Das Ensemble umfasst den zwischen dem ehemaligen Oberen und Unteren Tor eingespannten Straßenmarkt der im 15. Jahrhundert zur Stadt erhobenen Siedlung. Er ist – als Luitpoldstraße – das Rückgrat der Stadtanlage, verläuft in Nord-Süd-Richtung und erfährt in der Mitte eine Brechung, die mit einer platzartigen Straßengabelung verbunden ist. Hier wird der Blick auf die Stadtpfarrkirche freigegeben, deren Turm den Platzraum beherrscht. - Weithin einheitliche geschlossene Bebauung durch Traufseithäuser der 1. Hälfte des 19. Jahrhunderts mit einigen Störungen durch spätere Neubauten und Modernisierungen. In der Straßengabelung Brunnenanlage mit Treppen und Bänken, 1924 als Gefallenengedenkstätte errichtet. Aktennummer: E-4-75-136-1.

## Baudenkmäler nach Gemeindeteilen

### Helmbrechts

#### Innerhalb des Ensembles
| Lage                         | Objekt                                                       | Beschreibung | Akten-Nr.                       | Bild                              |
| ---------------------------- | ------------------------------------------------------------ | --- | ------------------------------- | --------------------------------- |
| Luitpoldstraße 10 (Standort) | Wohnhaus                                                     | Zweigeschossiger Walmdachbau mit Zwerchhäusern, klassizisierender Historismus, bezeichnet mit „1680“, „1782“ und „1880“.           | D-4-75-136-40 Wikidata          | BW                                |
| Luitpoldstraße 13 (Standort) | Wohnhaus                                                     | Zweigeschossiger Traufseitbau, geohrte Tür- und Fensterrahmungen, Ende 18. Jahrhundert.                                            | D-4-75-136-2 Wikidata           | BW                                |
| Luitpoldstraße 15 (Standort) | Wohnhaus                                                     | Zweigeschossiger Traufseitbau mit Halbwalmdach, erste Hälfte 19. Jahrhundert, spätere Putzquaderung.                               | D-4-75-136-3 Wikidata           | BW                                |
| Luitpoldstraße 23 (Standort) | Evangelisch-lutherische Stadtpfarrkirche Johannes der Täufer | Saalbau mit eingezogenem Chor und Chorflankenturm, über älterem Kern neugotischer Wiederaufbau von 1847 bis 1850; mit Ausstattung. | D-4-75-136-4 Wikidata           | weitere Bilder                    |
| Luitpoldstraße 24 (Standort) | Wohnhaus                                                     | Zweigeschossiges Eckhaus mit Walmdach, Anfang 19. Jahrhundert.                                                                     | D-4-75-136-5 Wikidata           | BW                                |
| Luitpoldstraße 22 (Standort) | Zum Hof Rundbogenportal                                      | 18. Jahrhundert. | D-4-75-136-5 zugehörig Wikidata | BW                                |
| Luitpoldstraße 25 (Standort) | Wohnhaus                                                     | Zweigeschossiger Eckbau mit Walmdach, Freitreppe, Mitte 19. Jahrhundert.                                                           | D-4-75-136-6 Wikidata           | Wohnhaus                          |
| Luitpoldstraße 26 (Standort) | Wohnhaus                                                     | Zweigeschossiger Walmdachbau in Ecklage, erste Hälfte 19. Jahrhundert, im Erdgeschoss moderner Ladeneinbau.                        | D-4-75-136-7 Wikidata           | BW                                |
| Rathausberg (Standort)       | Kriegsgefallenen-Gedächtnisstätte                            | Brunnenanlage mit Treppen und Bänken, 1924 von H. Reissinger.                                                                      | D-4-75-136-8 Wikidata           | Kriegsgefallenen-Gedächtnisstätte |

#### Außerhalb des Ensembles
| Lage                                                             | Objekt                                                 | Beschreibung | Akten-Nr.                        | Bild |
| ---------------------------------------------------------------- | ------------------------------------------------------ | --- | -------------------------------- | --- |
| Friedrich-Ebert-Straße 15 (Standort)                             | Alte Weberei der Textilfabrik Christoph Friedrich Weiß | Dreigeschossiger Klinkerbau mit flach geneigtem Satteldach, 1876. | D-4-75-136-54 Wikidata           | BW |
| Gasweg 1 (Standort)                                              | Wohnhaus                                               | Zweigeschossig mit Satteldach, Fenster- und Türgewände aus Granit, um 1900. | D-4-75-136-49 Wikidata           | BW |
| Gustav-Weiß-Straße 2, 2 a (Standort)                             | Großwasserraumkessel der Firma MAN                     | 1934, Einflammrohrkessel und Heißwasserkessel, 1960, mit Zubehör. | D-4-75-136-54 zugehörig Wikidata | BW |
| Gustav-Weiß-Straße 2, 2 a (Standort)                             | Elektrische Zentrale des Maschinenhauses               | Eingeschossiger Flachdachbau 1949; Trafostation, 1958. | D-4-75-136-54 zugehörig Wikidata | BW |
| Gustav-Weiß-Straße 2, 2 a (Standort)                             | Fabrikschlot                                           | | D-4-75-136-54 zugehörig Wikidata | BW |
| Gustav-Weiß-Straße 3 (Standort)                                  | Kurheim                                                | Zweigeschossiges Wohnhaus mit ausgebautem Mansarddach. Sechs Fensterachsen. Mittelgiebel über zwei Achsen mit geschwungenem Abschluss. Fassadenstuck und -ornamentik in barockisierendem Jugendstil. Bezeichnet mit „1907 Biologisches Kurheim“. | D-4-75-136-50 Wikidata           | BW |
| Hofer Straße 2 (in der Giebelwand des Fabrikgebäudes) (Standort) | Inschrifttafel und Wappenrelief                        | Bezeichnet mit „1643“. | D-4-75-136-1 Wikidata            | [[Vorlage:Bilderwunsch/code!/C:50.240201,11.718691!/D:Hofer Straße 2 (in der Giebelwand des Fabrikgebäudes), Inschrifttafel und Wappenrelief!/\|BW]] |
| Koloniestraße 47 (Standort)                                      | Katholische Pfarrkirche Christkönig                    | Bruchsteinsichtmauerwerk, Saalkirche auf längsrechteckiger Grundriss mit quadratischem Turm, 1929/30 von Fritz Fuchsenberger, 1969 Erweiterung des Langhauses durch eine längsrechteckigen Anbau im Westen.                                      | D-4-75-136-9 Wikidata            | weitere Bilder |
| Lämmerstraße 8 (Standort)                                        | Wohnhaus                                               | Verputzter Massivbau mit Flachsatteldach, Erkerturm mit Schweifhaube, historistisch, um 1890; mit Ausstattung. | D-4-75-136-52 Wikidata           | BW |
| Münchberger Straße 43 (Standort)                                 | Ehemalige Fabrikantenvilla                             | Zweigeschossiger Massivbau mit Ziergiebeln und Erkern, weißglasierte Klinkerfassade mit Rotsandsteingliederung, 1904; mit reicher Ausstattung.                                                                                                   | D-4-75-136-53 Wikidata           | BW |
| Schulstraße 3 (Standort)                                         | Villenartiges zweigeschossiges Wohnhaus                | Mit Pyramidendach und halbrunden Ausluchten, um 1915. | D-4-75-136-41 Wikidata           | Villenartiges zweigeschossiges Wohnhaus |

### Almbranz
| Lage                   | Objekt                                       | Beschreibung                                    | Akten-Nr.              | Bild |
| ---------------------- | -------------------------------------------- | ----------------------------------------------- | ---------------------- | ---- |
| Almbranz 3 (Standort)  | Wohnstallhaus mit Frackdach                  | Teilweise Verschalung im Obergeschoss, um 1800. | D-4-75-136-11 Wikidata | BW   |
| Almbranz 14 (Standort) | Zweigeschossiges Wohnstallhaus mit Frackdach | Obergeschoss verschalt, Ende 18. Jahrhundert.   | D-4-75-136-12 Wikidata | BW   |

### Baiergrün
| Lage                                | Objekt                                      | Beschreibung                                                           | Akten-Nr.              | Bild           |
| ----------------------------------- | ------------------------------------------- | ---------------------------------------------------------------------- | ---------------------- | -------------- |
| Schauensteiner Straße 14 (Standort) | Eingeschossiges Wohnstallhaus mit Frackdach | Verputztes und verschaltes Fachwerkobergeschoss, Ende 18. Jahrhundert. | D-4-75-136-13 Wikidata | weitere Bilder |

### Buckenreuth
| Lage                                | Objekt                                     | Beschreibung | Akten-Nr.              | Bild           |
| ----------------------------------- | ------------------------------------------ | ------------ | ---------------------- | -------------- |
| Bei Buckenreuth 5 (Standort)        | Sandsteinpfeiler mit gusseisernem Kruzifix | Um 1880.     | D-4-75-136-16          | BW             |
| Grund, bei Haus Nummer 6 (Standort) | Sandsteinpfeiler mit gusseisernem Kruzifix | Um 1880.     | D-4-75-136-15 Wikidata | weitere Bilder |

### Edlendorf
| Lage                    | Objekt                 | Beschreibung                                                                     | Akten-Nr.              | Bild |
| ----------------------- | ---------------------- | -------------------------------------------------------------------------------- | ---------------------- | ---- |
| Edlendorf 18 (Standort) | Wohnhaus mit Frackdach | Anfang 19. Jahrhundert.                                                          | D-4-75-136-17 Wikidata | BW   |
| Edlendorf 19 (Standort) | Ehemalige Mühle        | Zweigeschossige hakenförmige Anlage, Halbwalmdach, erste Hälfte 19. Jahrhundert. | D-4-75-136-18 Wikidata | BW   |

### Einzigenhöfen
| Lage                                                                          | Objekt     | Beschreibung                                                                                 | Akten-Nr.              | Bild |
| ----------------------------------------------------------------------------- | ---------- | -------------------------------------------------------------------------------------------- | ---------------------- | ---- |
| am Baiergrüner Bach an der Gemeindegrenze zu Schwarzenbach am Wald (Standort) | Grenzstein | Marmor, Wappen des Hochstifts Bamberg und der Markgrafschaft Bayreuth, bezeichnet mit „1573“ | D-4-75-136-19 Wikidata | BW   |

### Enchenreuth
| Lage                        | Objekt                                      | Beschreibung                                                                                        | Akten-Nr.                        | Bild           |
| --------------------------- | ------------------------------------------- | --------------------------------------------------------------------------------------------------- | -------------------------------- | -------------- |
| Am Pfarrgrund 13 (Standort) | Pfarrhaus                                   | Zweigeschossiger Walmdachbau mit Sandsteingliederungen, 1777, Erneuerung 1881.                      | D-4-75-136-20 Wikidata           | BW             |
| Am Pfarrgrund 13 (Standort) | Scheune                                     | Barockmauerwerk mit Satteldach, Sandsteinrahmungen, 1777.                                           | D-4-75-136-20 zugehörig Wikidata | BW             |
| Kapellenstraße (Standort)   | Kapelle                                     | Sandsteinquaderbau mit Zeltdach, um 1900, zwischen zwei Bäumen                                      | D-4-75-136-42 Wikidata           | BW             |
| Kirchplatz 2 (Standort)     | Katholische Pfarrkirche Sankt Jakobus Maior | Neugotischer Sandsteinquaderbau, Saalkirche mit eingezogenem Chor, Westturm, 1881; mit Ausstattung. | D-4-75-136-22 Wikidata           | weitere Bilder |
| Untere Straße 15 (Standort) | Gasthaus „Zum grünen Baum“                  | Zweigeschossiges Wohnstallhaus mit Walmdach, Sandsteingliederungen, bezeichnet mit „1841“.          | D-4-75-136-23 Wikidata           | BW             |

### Gösmes
| Lage                  | Objekt                                  | Beschreibung | Akten-Nr.              | Bild                     |
| --------------------- | --------------------------------------- | --- | ---------------------- | ------------------------ |
| Kirchweg 3 (Standort) | Ehemalige Gaststätte                    | Zweigeschossiger Walmdachbau mit Sandsteinrahmungen, wohl noch 18. Jahrhundert.                                             | D-4-75-136-25 Wikidata | BW                       |
| Kirchweg 5 (Standort) | Evangelisch-lutherische Christuskapelle | Satteldachbau mit Chor und Turm, 1954–55 Umbau eines eingeschossigen Weberhäuschens des frühen 19. Jahrhunderts, Turm 1968. | D-4-75-136-24 Wikidata | weitere Bilder           |
| Postweg 3 (Standort)  | Gasthof „Zur alten Post“                | Zweigeschossiger Walmdachbau mit Sandsteinrahmungen, 19. Jahrhundert.                                                       | D-4-75-136-26 Wikidata | Gasthof „Zur alten Post“ |

### Günthersdorf
| Lage                      | Objekt                      | Beschreibung                                                                                | Akten-Nr.              | Bild |
| ------------------------- | --------------------------- | ------------------------------------------------------------------------------------------- | ---------------------- | ---- |
| Günthersdorf 1 (Standort) | Dreiseithof                 | Zweigeschossiges Wohnstallhaus mit Halbwalmdach, Mitte 19. Jahrhundert über älterem Kern.   | D-4-75-136-27 Wikidata | BW   |
| Günthersdorf 6 (Standort) | Wohnstallhaus mit Frackdach | Teilweise verbrettertes Fachwerkobergeschoss, Ende 18. Jahrhundert.                         | D-4-75-136-28 Wikidata | BW   |
| Herberg (Standort)        | Brücke über die Selbitz     | Zweibogig aus Bruchstein, wohl 19. Jahrhundert (teilweise im Gebiet der Stadt Schauenstein) | D-4-75-136-43 Wikidata | BW   |

### Hopfenmühle
| Lage                     | Objekt          | Beschreibung | Akten-Nr.              | Bild |
| ------------------------ | --------------- | --- | ---------------------- | ---- |
| Hopfenmühle 1 (Standort) | Ehemalige Mühle | Vierseitanlage, zweigeschossiges Haupthaus und Stall auf Hakengrundriss, Halbwalmdach, 1811, über älterem Kern. | D-4-75-136-30 Wikidata | BW   |

### Kleinschwarzenbach
| Lage                        | Objekt                                      | Beschreibung                                                       | Akten-Nr.              | Bild                                   |
| --------------------------- | ------------------------------------------- | ------------------------------------------------------------------ | ---------------------- | -------------------------------------- |
| Zum Weberhaus 10 (Standort) | Wohnhaus                                    | Eingeschossig, mit strohgedecktem Satteldach, 18./19. Jahrhundert. | D-4-75-136-35 Wikidata | weitere Bilder                         |
| Zum Weberhaus 12 (Standort) | Eingeschossiges Wohnhaus mit Frackdach      | 19. Jahrhundert.                                                   | D-4-75-136-34 Wikidata | Eingeschossiges Wohnhaus mit Frackdach |
| Zum Weberhaus 20 (Standort) | Eingeschossiges Wohnstallhaus mit Frackdach | Fachwerkobergeschoss, 1789/90 (dendrochronologisch datiert).       | D-4-75-136-33 Wikidata | weitere Bilder                         |
| Zur Siedlung 10 (Standort)  | Eingeschossiges Wohnhaus mit Frackdach      | Ende 18. Jahrhundert.                                              | D-4-75-136-32 Wikidata | weitere Bilder                         |
| Zur Siedlung 12 (Standort)  | Eingeschossiges Wohnhaus mit Frackdach      | Fassade durch moderne Verkleidung verunstaltet, um 1800.           | D-4-75-136-31 Wikidata | weitere Bilder                         |

### Oberweißenbach
| Lage                       | Objekt                 | Beschreibung     | Akten-Nr.              | Bild |
| -------------------------- | ---------------------- | ---------------- | ---------------------- | ---- |
| Alte Schmiede 7 (Standort) | Wohnhaus mit Frackdach | 19. Jahrhundert. | D-4-75-136-36 Wikidata | BW   |

### Ort
| Lage                             | Objekt                    | Beschreibung                                                                                        | Akten-Nr.               | Bild |
| -------------------------------- | ------------------------- | --------------------------------------------------------------------------------------------------- | ----------------------- | ---- |
| Pressecker Straße 207 (Standort) | Ehemalige Dorfschule      | Zweigeschossiger Walmdachbau mit weit vorkragendem Traufgesims, straßenseitig mit Polygonalrisalit. | D-4-75-136-64           | BW   |
| Pressecker Straße 207 (Standort) | Hofmauer mit Rundbogentor | | D-4-75-136-64 zugehörig | BW   |
| Pressecker Straße 207 (Standort) | Waschhaus                 | Eingeschossig mit Walmdach, 1913.                                                                   | D-4-75-136-64 zugehörig | BW   |

### Ottengrün
| Lage                   | Objekt                                             | Beschreibung                                          | Akten-Nr.              | Bild |
| ---------------------- | -------------------------------------------------- | ----------------------------------------------------- | ---------------------- | ---- |
| Ottengrün 7 (Standort) | Zweigeschossiges Wohnstallhaus mit Krüppelwalmdach | Fassaden modern verkleidet, Stalltürrahmung, um 1800. | D-4-75-136-37 Wikidata | BW   |

### Rauhenberg
| Lage            | Objekt               | Beschreibung                                                                             | Akten-Nr.     | Bild |
| --------------- | -------------------- | ---------------------------------------------------------------------------------------- | ------------- | ---- |
| Rauhenberg 2 () | Ehemaliges Weberhaus | eingeschossiger, verputzter Massivbau mit Satteldach und verschiefertem Westgiebel, 1821 | D-4-75-136-67 |      |

### Wüstenselbitz
| Lage                             | Objekt                                                        | Beschreibung | Akten-Nr.              | Bild           |
| -------------------------------- | ------------------------------------------------------------- | --- | ---------------------- | -------------- |
| Kulmbacher Straße 226 (Standort) | Evangelisch-lutherische Pfarrkirche, Dr. Martin-Luther-Kirche | Langhaus mit eingezogenem Chor und dreigeschossigem Turm, Backsteinbau mit Sandsteingliederungen, 1898–1901; mit Ausstattung. | D-4-75-136-39 Wikidata | weitere Bilder |

### Zimmermühle
| Lage                      | Objekt                              | Beschreibung                            | Akten-Nr.              | Bild |
| ------------------------- | ----------------------------------- | --------------------------------------- | ---------------------- | ---- |
| Haide; Selbitz (Standort) | Dreijochige Brücke über die Selbitz | Gneisbruchstein, 1734, Brüstung modern. | D-4-75-154-62 Wikidata | BW   |

## Ehemalige Baudenkmäler
In diesem Abschnitt sind Objekte aufgeführt, die früher einmal in der Denkmalliste eingetragen waren, jetzt aber nicht mehr. Objekte, die in anderem Zusammenhang also z. B. als Teil eines Baudenkmals weiter eingetragen sind, sollen hier nicht aufgeführt werden. Aktennummern in diesem Abschnitt sind ehemalige, jetzt nicht mehr gültige Aktennummern.

| Lage                                                | Objekt                 | Beschreibung                                                   | Akten-Nr.              | Bild |
| --------------------------------------------------- | ---------------------- | -------------------------------------------------------------- | ---------------------- | ---- |
| Almbranz Straße nach Leupoldsgrün nahe Hohenbuch () | Kreuzstein             | Spätmittelalterlich.                                           | D-4-75-136-48          |      |
| Baiergrün Schauensteiner Straße 5 (Standort)        | Türrahmung             | Ende 18. Jahrhundert.                                          | D-4-75-136-14 Wikidata | BW   |
| Enchenreuth Ganghoferstraße 3 (Standort)            | Tonnengewölbter Keller | Türsturz bezeichnet mit „1809“.                                | D-4-75-136-21 Wikidata | BW   |
| Hohberg Hohberg 1 (Standort)                        | Wohnstallhaus          | Mit Frackdach und Fachwerkobergeschoss, bezeichnet mit „1769“. | D-4-75-136-29 Wikidata | BW   |
| Rauhenberg Östlich der Straße nach Döbra ()         | Grenzstein             | Bezeichnet mit „1573“.                                         | D-4-75-136-38 Wikidata |      |

## Abgegangene Baudenkmäler
In diesem Abschnitt sind Objekte aufgeführt, die früher einmal in der Denkmalliste eingetragen waren, jetzt aber nicht mehr existieren, z. B. weil sie abgebrochen wurden. Aktennummern in diesem Abschnitt sind ehemalige, jetzt nicht mehr gültige Aktennummern.

| Lage                                   | Objekt                           | Beschreibung                                                             | Akten-Nr.              | Bild |
| -------------------------------------- | -------------------------------- | ------------------------------------------------------------------------ | ---------------------- | ---- |
| Geigersmühle Geigersmühle 2 (Standort) | Ehemalige Mahl- und Schneidmühle | Zweigeschossiger Walmdachbau, 1852, mit Nebengebäuden. 2011 abgebrochen. | D-4-75-136-44 Wikidata | BW   |